# Gruchacz siwoskrzydły
Gruchacz siwoskrzydły (Psophia crepitans) – gatunek ptaka z rodziny gruchaczy (Psophiidae), zamieszkujący północną część Ameryki Południowej. Zwykle spotykany w stadach. Niezwykle ostrożny; zaniepokojony wydaje miękkie, buczące dźwięki lub chrapliwe okrzyki. Wykorzystywany przez plemiona leśnych Indian jako „pies stróżujący”.
WyglądZgarbiona sylwetka, upierzenie czarne z długimi jasnoszarymi piórami na grzbiecie.
RozmiaryDługość ciała 45–52 cm. Masa ciała 790–1500 g.
Zasięg, środowiskoPółnocna część Ameryki Południowej; nizinne lasy Amazonii i regionu Gujana. Występuje zazwyczaj do wysokości 700 m n.p.m.
PodgatunkiObecnie zwykle wyróżnia się trzy podgatunki Psophia crepitans:
- gruchacz siwoskrzydły (P. c. crepitans) Linnaeus, 1758 – południowo-wschodnia Kolumbia, wschodnia i południowa Wenezuela, region Gujana oraz północna Brazylia
- gruchacz purpurowoszyi (P. c. napensis) P.L. Sclater & Salvin, 1873 – południowo-wschodnia Kolumbia do północno-wschodniego Peru i północno-zachodniej Brazylii
- gruchacz ochrowoskrzydły (P. c. ochroptera) Pelzeln, 1857 – północno-środkowa Brazylia.

Gruchacz ochrowoskrzydły był dawniej uznawany za podgatunek gruchacza białoskrzydłego (Psophia leucoptera), niektórzy autorzy uznają go za odrębny gatunek.
StatusMiędzynarodowa Unia Ochrony Przyrody (IUCN) klasyfikuje gruchacza siwoskrzydłego jako gatunek najmniejszej troski (LC). Od 2014 roku jako osobny gatunek klasyfikuje gruchacza ochrowoskrzydłego (P. c. ochroptera), który zaliczony jest do tej samej kategorii. Oba te taksony opisywane są jako niezbyt pospolite (uncommon), a trend liczebności ich populacji uznawany jest za spadkowy ze względu na postępujące wylesianie i presję ze strony myśliwych.